# Dianthus mossanus
Dianthus mossanus là loài thực vật có hoa thuộc họ Cẩm chướng. Loài này được Bacch., Brullo mô tả khoa học đầu tiên năm 2000.